# Homotopia

Uma homotopia entre dois caminhos.

Em topologia, homotopia (do grego antigo: ὁμός homós "mesmo"  τόπος tópos "lugar") significa deformar continuamente de duas aplicações em um espaço topológico. Homotopia possuí várias aplicações na matemática, atuando principalmente como um invariante topológico. 

## Definição Formal
Em Topologia, Duas funções contínuas {\displaystyle f,g:X\rightarrow Y} entre espaços topológicos dizem-se homotópicas se existir uma aplicação contínua {\displaystyle F:X\times [0,1]\rightarrow Y}, chamada homotopia, tal que {\displaystyle F(x,0)=f(x)} e {\displaystyle F(x,1)=g(x)}, onde {\displaystyle F_{t}=F_{|X\times \{t\}}}.
Intuitivamente, podemos pensar o parâmetro {\displaystyle t} como sendo o tempo, assim {\displaystyle F} descreve uma deformação contínua de {\displaystyle f} em {\displaystyle g}: quando {\displaystyle t=0} temos a função {\displaystyle f(x)} e quando {\displaystyle t=1} temos a função {\displaystyle g(x)}. 

### Propriedades
Seja {\displaystyle X} um espaço topológico. Dizemos  que dois caminhos {\displaystyle f,g:I\to X},  com {\displaystyle f(0)=x_{0}=g(0)} e {\displaystyle f(1)=x_{1}=g(1)} são homotópicos se existe uma função contínua {\displaystyle H:I\times I\to X} tal que{\displaystyle H(s,0)=f(s),H(s,1)=g(s),H(0,t)=x_{0}=f(0)=g(0),H(1,t)=x_{1}=f(1)=g(1),\forall t\in I.}Ser homotopia é uma relação de equivalência, o que nos permite tomar a classe de equivalência das homotopias {\displaystyle [f]=\{g:I\to X|f\sim g\}}, onde {\displaystyle f\sim g} denota a relação de equivalência homotópica. 

Se for o caso em que {\displaystyle f(1)=g(0)}, isto é, o fim do caminho {\displaystyle f} é o início do caminho {\displaystyle g}, então podemos definir o produto destes caminhos como sendo o caminho 
{\displaystyle (f\cdot g)(s)={\begin{cases}f(2s),&{\text{se }}0\leq s\leq {\frac {1}{2}}\\g(2s-1),&{\text{se }}{\frac {1}{2}}\leq s\leq 1\end{cases}}}
O produto de caminhos satisfaz as propriedades de associatividade: {\displaystyle (f\cdot g)\cdot h=f\cdot (g\cdot h)}, existência do elemento neutro: {\displaystyle \exists f_{x_{0}}=x_{0}{\text{e}}f_{x_{1}}=x_{1}{\text{caminhos constantes, tais que }}f\cdot f_{x_{1}}=f=f_{x_{0}}\cdot f} e existência do elemento inverso: existe um {\displaystyle {\bar {f}}:I\to X,s\mapsto {\bar {f}}=f(1-s)} tal que {\displaystyle {\bar {f}}\cdot f=f_{x_{1}}\ {\text{e}}\ f\cdot {\bar {f}}=f_{x_{0}}}.

## Grupos de homotopia

Os dois caminhos pontilhados acima são homotópicos relativamente aos seus pontos iniciais e finais. A animação representa uma possível homotopia entre estes dois caminhos.

Definimos o grupo de homotopia relativo ao ponto base {\displaystyle x_{0}}, como sendo o conjunto {\displaystyle \pi _{1}(X,x_{0})=\{[f]\mid f:I\to X,f(0)=f(1)=x_{0}\}}, munido do produto definido acima. 
O n-ésimo grupo de homotopia de um espaço topológico {\displaystyle X}, com ponto base {\displaystyle x_{0}}, que se representa por {\displaystyle \pi _{n}(X,x_{0})}, é o grupo constituído pelo conjunto das classes de homotopia das aplicações contínuas {\displaystyle \alpha :[0,1]^{n}\rightarrow X} tais que {\displaystyle \alpha (\partial [0,1]^{n})=\{x_{0}\}}, munido com a operação justaposição. O primeiro destes grupos denomina-se grupo fundamental. 

## Equivalência homotópica
Dois espaços topológicos {\displaystyle X} e {\displaystyle Y} dizem-se homotopicamente equivalentes se existirem aplicações contínuas entre esses espaços {\displaystyle f:X\rightarrow Y} e {\displaystyle g:Y\rightarrow X} tais {\displaystyle f\circ g} e {\displaystyle g\circ f} sejam homotópicas respectivamente às aplicações identidade de {\displaystyle Y} e {\displaystyle X}. Equivalência homotópica é a noção de igualdade traduzida pela ideia de deformação.

### Outras noções de igualdade topológica
- Homeomorfismo
- Difeomorfismo